# Първи нации
Първи нации (на английски: First Nations) (на френски: Premières Nations) е термин използван за описание на  коренното население в Канада, което не е  метис  или  инуит. Хората от Първите нации са първоначални жители на земята, която сега е Канада и са първите, които се сблъскват с европейското заселване и търговия. Според преброяването от 2016 г. на статистическата служба на Канада 977 230 души са идентифицирани като членове на Първите нации, ръст от 39,3 спрямо 2006 г. В Канада има 634 първи нации, които говорят на повече от 50 различни езика.

## Терминология
Хората от Първите нации често са известни с други имена като индианци, местни жители или коренни жители. Тези имена може да са проблематични, тъй като някои имат отрицателни конотации, докато други (в частност индианци) имат специфични правни значения в Канада. Използването на който и да е общ термин почти винаги изисква допълнително изясняване. В по-голямата си част хората от Първите нации са индианци със статут или договор, регистрирани в родния си резерват, група или общност.
„Първите нации“ трябва да се използва изключително като общ термин, тъй като членовете им са по-склонни да се определят като членове на конкретни нации или общности в тези нации. Например, един  индианец мохок Каниенкехака (Kanienkehaka) човек от Акуесасне )Akwesasne), който е член на клана Мечка може да избере произволен брой идентификатори и всички ще бъде по-точни, отколкото простото „човек Първа нации“ или „Местен“. Когато се обсъждат групи от хора с различен произход, е целесъобразно да се използват Първите нации като общо наименование на групата (например група от вождове на Първите нации ), при условие че няма членове на инуитите или метисите.
Преди 80-те години на миналия век най-популярният термин за човек от Първите нации в Канада е индианец. През 1980 г. стотици вождове се срещат в Отава и използват думата „Първи нации“ за първи път в своята  Декларация за първите нации. През 1982 г. Националното индианско братство се превръща в  Асамблея на първите нации, политически глас за хората от Първите нации в Канада. Символично терминът издига Първите нации до статута на „първи сред равни“, заедно с англичаните и французите като нации-основатели на Канада. Той също така отразява суверенния характер на много общности и продължаващото търсене на самоопределение и  самоуправление . Терминът не се използва от коренното население извън Канада.

## Договори
Много от първите нации са подписали  договори с Короната. Тези споразумения позволяват използването на  местни земи  в замяна на годишни плащания и/или други ползи. Договорите формират конституционната и морална основа на съюза между коренното население и Канада.

## Население и общности
Хората от Първите нации могат да живеят в резерват или извън него, те могат да имат или да нямат правен статут съгласно  Индианския закон и могат или не могат да бъдат регистрирани членове на група или нация. Общностите могат да бъдат големи или малки, относително градски или изключително отдалечени и съществуват в цяла Канада, въпреки че само  Туичин (Gwich'in) и Сахту (Sahtu) живеят на север от Северния полярен кръг.

## Социално-икономически условия
Социално-икономическите условия включващи здравеопазването, доходите, образованието, заетостта и общността допринасят за благосъстоянието на всички хора. Сред народите на Първите нации (както и коренното население като цяло) социално-икономическите условия са повлияни от изхвърлянето на културните традиции, социалното неравенство, предразсъдъците и дискриминацията. Докато се постига напредък по отношение на социално-икономическите условия, пропастите между социално-икономическите условия на коренното население и на хората, които не са коренно население в Канада, продължават.
През юли 2019 г. доклад в съавторство с Асамблеята на първите нации (AFN) и Канадския център за политически алтернативи разкрива, че 47 % от 254 100 деца от Първите нация в Канада живеят в  бедност. В национален мащаб децата от Първите нации със статут са почти четири пъти по-склонни да живеят в бедност, отколкото не-местните деца. Проучването също така разкрива разликите в нивото на бедност за статут на деца от първа нация, живеещи в резерв (53 %) и тези, които живеят извън резерв (41 %).
Нивата на бедност са най-високи в прериите, като деца със статут от Първите нации в Манитоба и Саскачеван  живеят в резервати, изправени пред крайни нива на бедност от 65 %. За сравнение последните проучвания разкриват, че децата от неместно население в Манитоба и Саскачеван имат нива на бедност съответно 15 % и 16 %. В Квебек процентът на бедност за децата от Първите нации, живеещи в резервати е спаднал до 29 %, най-вероятно поради резултатите от споразуменията между Първите нации и провинцията за споделяне на приходите от природни ресурси. Националният процент на бедност за 4,5 милиона деца, които не са от коренното население (без расизираните и неотдавна имигрантските деца), най-голямата група в страната, е 12 %.